# Daniel B. Lloyd
Daniel B. Lloyd es un contraalmirante retirado de la Guardia Costera de los Estados Unidos.

## Trayectoria
Su último período de servicio en 2011 fue como Director de la Fuerza de Tarea Conjunta Interinstitucional Sur. Lloyd asumió las funciones de Asesor Militar del Secretario del Departamento de Seguridad Nacional de los Estados Unidos en junio de 2006. En este cargo, fue responsable de asesorar al Secretario en asuntos relacionados con la coordinación entre el Departamento de Seguridad Nacional y todas las ramas de las fuerzas armadas.
El contraalmirante Lloyd tiene una Maestría en Ciencias en Estrategia de Recursos Nacionales del Colegio Industrial de las Fuerzas Armadas, una Maestría en Administración de Empresas de la Universidad George Washington y una Licenciatura en Ciencias Matemáticas de la Academia de la Guardia Costera de Estados Unidos.